# Ripple
Ripple là một hệ thống thanh toán tích hợp kiêm mạng lưới trao đổi và chuyển tiền theo thời gian thực dành cho các tổ chức tài chính do Ripple Labs của Hoa Kỳ phát triển. Ra mắt năm 2012, Ripple được xây dựng dựa trên giao thức mã nguồn mở phân tán và hỗ trợ các mã thông báo đại diện cho tiền phát định, tiền điện tử, hàng hóa hoặc các đơn vị giá trị khác như quãng đường bay thường xuyên (thường tính bằng dặm) hoặc số phút gọi di động.  Ripple được sinh ra nhằm mục đích cho phép "các giao dịch tài chính toàn cầu an toàn, tức thời và gần như miễn phí ở mọi quy mô mà không phải trả khoản bồi hoàn". Sổ cái sử dụng tiền điện tử gốc có tên gọi là XRP.

## Lịch sử
Ripple được phát triển bởi Jed McCaleb và được xây dựng bởi Arthur Britto và David Schwartz, người sau đó đã tiếp cận Ryan Fugger (gia nhập nhóm vào năm 2005) như một dịch vụ tài chính nhằm cung cấp các tùy chọn thanh toán an toàn cho các thành viên của cộng đồng trực tuyến thông qua các mạng lưới toàn cầu. Fugger đã phát triển một hệ thống có tên OpenCoin, một "tiền thân" của Ripple. Công ty này cũng tạo ra dạng tiền kỹ thuật số của riêng mình, có tên là XRP để cho phép các tổ chức tài chính chuyển tiền với tốc độ nhanh và mức phí thấp. Năm 2013, công ty bắt đầu báo cáo lãi suất từ các ngân hàng khi sử dụng hệ thống thanh toán của mình.
Tính đến năm 2018, có hơn 100 ngân hàng đã đăng ký, nhưng hầu hết trong số đó chỉ sử dụng công nghệ nhắn tin XCurrent của Ripple, đồng thời tránh sử dụng tiền điện tử XRP do các vấn đề liên quan đến sự biến động của nó. Đại diện của Hiệp hội Viễn thông Tài chính Liên ngân hàng Toàn cầu (SWIFT), nơi mà sự thống trị thị trường đang bị thách thức bởi Ripple, đã lập luận rằng các vấn đề về khả năng mở rộng của Ripple và các giải pháp blockchain khác vẫn chưa được giải quyết, giới hạn trong các ứng dụng song phương cũng như là nội bộ ngân hàng. Cũng trong năm ấy (2018), một giám đốc điều hành của Ripple đã thừa nhận rằng: "Chúng tôi bắt đầu với blockchain cổ điển mà chúng tôi yêu thích. Nhưng phản hồi từ các ngân hàng là bạn không thể đặt cả thế giới vào một blockchain".
Ripple dựa vào sổ cái chung, là cơ sở dữ liệu phân tán lưu trữ thông tin về tất cả các tài khoản Ripple. Chris Larsen nói với Trường Kinh doanh - Đại học Stanford rằng mạng được quản lý bởi một mạng lưới các máy chủ độc lập so sánh hồ sơ giao dịch của họ và về mặt lý thuyết, các máy chủ có thể thuộc về bất kỳ ai, kể cả ngân hàng hoặc nhà sáng lập thị trường. Ripple xác thực tài khoản và số dư ngay lập tức để tiến hành truyền thanh toán và gửi thông báo thanh toán chỉ trong vài giây. Các khoản thanh toán trên nền tảng này thường không thể đảo ngược cũng như không có khoản bồi thường nào.
Ripple Labs tiếp tục là người đóng góp mã chính cho hệ thống xác minh đồng thuận đằng sau Ripple. Năm 2014, giao thức trên đã được quyền truy cập vào hệ thống ngân hàng Hoa Kỳ trong bối cảnh lo ngại về an ninh và thiếu quy định có liên quan.
Tháng 12 năm 2020, Ripple đã bị Ủy ban giao dịch và chứng khoán Mỹ (SEC) khởi kiện vì bán trái phép lượng XRP trị giá 1,3 tỉ USD, khi SEC đang phân loại nó là đơn vị thanh toán chưa được đăng ký hợp pháp. Tháng 7 năm 2023, tòa án Hoa Kỳ đã ra phán quyết rằng "XRP, với tư cách là một mã thông báo kỹ thuật số, bản thân nó không phải là một 'hợp đồng, giao dịch hoặc kế hoạch' thể hiện các yêu cầu của một hợp đồng đầu tư theo định luật/yêu cầu Howey."

## Tranh cãi
- Ngày 2/4, Youtuber Độ Mixi, hay Mixigaming, thông báo là tài khoản của anh đã bị một tin tặc xâm nhập và đổi tên trái phép. Đến tối cùng ngày, Quang Linh Vlogs - Youtuber chuyên làm về các hoạt động và đời sống thường ngày của người châu Phi (cụ thể là Angola), cũng ra thông báo tương tự. Kết quả của cả hai vụ xâm nhập trên là cả hai kênh Youtube đã bị đổi tên thành "Ripple". Điều này đã khiến cho cộng động mạng Việt Nam "dấy lên nghi ngờ" là những người quản lý của nền tảng thanh toán tiền ảo này có thể là thủ phạm chính của vụ việc. Thậm chí, vài người trong số đó còn đặt ra câu hỏi "Liệu đây là cách mà Ripple đang áp dụng để quảng bá sản phẩm của mình hay chỉ là hành động của một số cá nhân đơn lẻ?". Nhưng cho đến hiện tại (10/4), mọi chuyện vẫn chưa được sáng tỏ...[16][17]